# Cyanopica
Cyanopica és un gènere d'ocells de la família dels còrvids (Corvidae).

## Taxonomia
Segons la Classificació del Congrés Ornitològic Internacional (versió 14.2, 2024) aquest gènere està format per dues espècies:
- Garsa blava ibèrica (Cyanopica cooki Bonaparte, 1850)
- Garsa blava asiàtica (Cyanopica cyanus Pallas, 1776)